# Neagolius bilimecki
Neagolius bilimecki är en skalbaggsart som beskrevs av Georg Karl Maria Seidlitz 1891. Neagolius bilimecki ingår i släktet Neagolius och familjen Aphodiidae. Inga underarter finns listade i Catalogue of Life.